# Đấu Trường Chân Lý
Đấu Trường Chân Lý (tiếng Anh: Teamfight Tactics) hay ĐTCL (TFT) là một chế độ chơi của Liên Minh Huyền Thoại, được phát triển bởi Riot Games, lấy cảm hứng từ màn chơi tùy chỉnh Dota Auto Chess của Dota 2 Ban đầu, nó là một phần của trò chơi Liên Minh Huyền Thoại được phát hành vào ngày 29 tháng 6 năm 2019 trên nền tảng Windows và macOS. Phiên bản trên điện thoại đã được phát hành vào ngày 19 tháng 3 năm 2020 trên Android và iOS.
Mùa giải hiện tại của Đấu Trường Chân Lý là mùa 15: K.O Đại Chiến Anh Hùng (K.O Coliseum).

## Cách chơi

### Hệ thống
8 người chơi sử dụng các Tướng được mua trong Cửa Hàng, sắp xếp đội hình một cách hợp lý trên Chiến Trường để chiến đấu với các người chơi còn lại.
Nhân vật người chơi trong trò chơi là các Linh Thú, khởi điểm với 100 Máu và sẽ bị tiêu diệt khi Máu giảm về 0. Người chơi có thể điều khiển Linh Thú của mình bằng cách sử dụng chuột để thu thập Hộp Kho Báu hay chọn một Tướng từ vòng Đi Chợ. Tại mùa 3 và kể từ mùa 9, một số luật lệ đặc biệt (Thiên Hà/Cổng Dịch Chuyển) thay đổi lượng Máu khởi điểm của tất cả Linh Thú.
Cửa Hàng, gồm 5 ô, là nơi người chơi dùng Vàng để mua Tướng. Các Tướng trong cửa hàng được xuất hiện ngẫu nhiên, có thể trùng lặp. Tỉ lệ xuất hiện các Tướng đắt tiền hơn phụ thuộc vào Cấp của Linh Thú. Các tính năng của Cửa Hàng gồm:
- Khóa/Mở khóa Cửa Hàng: Người chơi có thể Khóa để Cửa Hàng không tự động Đổi khi bắt đầu vòng chơi. Điều này rất hữu ích nếu muốn mua Tướng đang xuất hiện trong Cửa Hàng nhưng không đủ Vàng.
- Đổi Lại: Tiêu hao một ít Vàng để làm mới Tướng trong Cửa Hàng. Điều này xảy ra tự động và miễn phí khi bắt đầu mỗi Vòng Đấu. Thông thường, số Vàng tiêu hao cho mỗi Lượt Đổi là 2, thay đổi tùy thuộc Tộc/Hệ/Lõi Nâng Cấp/Cổng Dịch Chuyển.
- Mua Kinh Nghiệm: Tiêu hao một ít Vàng để nhận 4 Kinh Nghiệm. Thông thường, số Vàng tiêu hao cho mỗi lượt mua là 4, thay đổi tùy thuộc Tộc/Hệ/Lõi Nâng Cấp/Cổng Dịch Chuyển. Một số trường hợp đặc biệt (nhờ Lõi Nâng Cấp/Cổng Dịch Chuyển) cho phép sử dụng Máu Linh Thú thay vì Vàng, tăng thêm Kinh Nghiệm nhận được hoặc giảm số Vàng tiêu hao khi mua.

Chiến Trường, nơi dành cho Tướng chiến đấu, bao gồm các ô hình lục giác có kích thước 8 x 7. Khi Vòng Đấu chưa bắt đầu, người chơi có thể đặt và sắp xếp vị trí các Tướng của mình ở nửa phần chiến trường (4 x 7) của mình (nằm ở phía Nam). Có một số lượng Tướng giới hạn mà người chơi có thể đặt trên Chiến Trường, phụ thuộc vào cấp độ Linh Thú. Người chơi có thể tăng giới hạn Tướng tối đa nhờ vào Trang Bị đặc biệt/Lõi Nâng Cấp/Cổng Dịch Chuyển.
Các trận chiến xoay quanh các Giai Đoạn. Mỗi giai đoạn bao gồm một số Vòng Đấu.
- Vòng Trung Lập - PvE: Vòng Chiến Đấu với Quái Vật (PvE) xuất hiện ở Giai Đoạn 1 và cuối mỗi Giai Đoạn sau đó. Người chơi phải đối mặt với một nhóm quái vật/tay sai. Một trong các tay sai/quái vật khi bị tiêu diệt sẽ rơi ra Vàng hoặc các Hộp Kho Báu, thứ mang lại tài nguyên như Tướng, vật phẩm cho người chơi.
- Vòng Trung Lập - Đi Chợ: Vòng Đi Chợ xuất hiện khi bắt đầu trò chơi và giữa mỗi Giai Đoạn sau đó, nơi người chơi điều khiển Linh Thú để chọn Tướng và vật phẩm đi kèm. Kể từ mùa 9, vòng Đi Chợ đầu tiên được thay thế bởi Vòng Chọn Cổng Dịch Chuyển. Kể từ mùa 11, Vòng Chọn Cổng Dịch Chuyển có thể được thay thế bởi Vòng Kỳ Ngộ.
- Vòng Kỳ Ngộ: Xuất hiện lần đầu tiên ở mùa 11. Trong trò chơi, các Vòng Kỳ Ngộ xuất hiện ngẫu nhiên (tối đa 5), áp dụng các luật nhằm thay đổi chiến trường, tăng cường hiệu ứng và tài nguyên.
- Vòng Chọn Dị Thường: Xuất hiện lần đầu tiên ở mùa 13. Là một cơ chế buff sức mạnh cho một tướng duy nhất trong đội hình của bạn. Khi bắt đầu vòng 4.6 của trận đấu thì ở giữa bàn đấu sẽ xuất hiện một ô Dị thường và một cửa hàng dị thường sẽ xuất hiện. Cửa hàng này sẽ có 63 lựa chọn khác nhau nhưng chỉ hiển thị 1 dị thường mỗi lần và bạn phải tốn 1 vàng để roll ra dị thường mới. Số lần roll sẽ không giới hạn mà chỉ phụ thuộc vào số tiền bạn có mà thôi.
- Vòng Giao Tranh - PvP: Người chơi sẽ được chỉ định ngẫu nhiên một đối thủ và đội hình của một người chơi sẽ dịch chuyển đến Chiến Trường của người chơi còn lại. Sau đó, các đội sẽ chiến đấu cho đến khi một trong hai đội bị đánh bại hoặc hết 40 giây. Một người chơi được tính là bị đánh bại khi không còn Tướng hoặc đơn vị được triệu hồi nào sống sót, kể cả các đơn vị không thể bị chọn làm mục tiêu. Nếu hết thời gian mà không có đội nào bị đánh bại, cả hai đội đều thua. Khi thua ở mỗi Vòng Đấu, Linh Thú sẽ bị trừ máu. Lượng Máu bị trừ tỉ lệ với cấp độ Linh Thú, Giai Đoạn, số lượng và cấp độ Tướng còn sống sót của đội thắng.  Khi còn lại một số lẻ người chơi, một người chơi được ghép đôi với một bản sao của đội của người chơi khác (đội "bóng ma"). Nếu bản sao thắng vòng đấu, nó sẽ gây sát thương lên Linh Thú đối thủ như một đội thực sự. Nếu bản sao thua, sẽ không có gì xảy ra.

Trò chơi kết thúc khi Linh Thú người chơi bị hạ gục (đối với riêng người chơi đó) hoặc tìm ra được người chiến thắng (đối với toàn bộ người chơi). Người chiến thắng là: i) Linh Thú duy nhất còn sống sót, hoặc ii) Linh Thú có số Máu còn lại là lớn nhất (số âm) nếu tất cả Linh Thú đều bị đánh bại.

### Hệ thống tài nguyên

#### Vàng
Người chơi nhận một lượng Vàng nhất định khi bắt đầu Vòng Đấu, có thể tiết kiệm để tích lũy lãi suất. Người chơi cũng có thể kiếm thêm vàng bằng cách thắng nhiều vòng liên tiếp hoặc thua nhiều vòng liên tiếp, nhận Vàng khi tiêu diệt một số quái vật/tay sai, từ Hộp Kho Báu, một số Tộc/Hệ, Cổng Dịch Chuyển hoặc Lõi Nâng Cấp.

#### Kinh Nghiệm
Linh Thú người chơi nhận được một ít Kinh Nghiệm sau mỗi Vòng Đấu. Khi đủ Kinh Nghiệm, Linh Thú sẽ tăng cấp.
Bắt đầu từ mùa 10, Linh Thú khởi đầu với cấp độ 1 và cấp độ tối đa là 10.
Cấp độ của Linh Thú càng cao sẽ tăng số lượng Tướng có thể đặt trên Chiến Trường, đồng thời tăng tỉ lệ xuất hiện các Tướng đắt tiền trong Cửa Hàng.

#### Tướng
Người chơi dùng các Tướng để chiến đấu. Mỗi Tướng đều có các chỉ số và Kỹ Năng riêng.
Khi có được, Tướng khởi điểm với 1 Sao. Tướng có thể nâng cấp lên Cấp độ Sao tối đa là 3. Ba Tướng 1 Sao giống nhau có thể được kết hợp để tạo ra Tướng 2 Sao mạnh hơn. Ba Tướng 2 Sao giống nhau có thể được kết hợp để tạo ra Tướng 3 Sao mạnh hơn nữa. Các Tướng tự động kết hợp để lên Cấp khi người chơi có ba Tướng giống nhau, cùng Cấp Sao và tất cả các Tướng đều đang không tham gia chiến đấu.
Một số Tướng và đơn vị triệu hồi đặc biệt có thể tăng Cấp độ Sao lên 4 nhờ các hiệu ứng đặc biệt.
Nhận sát thương từ Đòn Đánh, Kỹ Năng và các hiệu ứng gây sát thương từ kẻ địch sẽ làm giảm lượng Máu của mục tiêu nhưng lại cung cấp thêm Năng Lượng cho Tướng đó. Khi thanh Năng Lượng đầy, Tướng sẽ thi triển Kỹ Năng.
Một số Tướng không có Năng Lượng, khi đó Kỹ Năng của các Tướng này thường là Nội Tại.
Mỗi Tướng sẽ được hồi đầy Máu khi bắt đầu mỗi Vòng Đấu. Khi Máu của một Tướng giảm về 0, chúng bị tiêu diệt và rời Chiến Trường cho đến khi được hồi sinh hoặc đến Vòng Đấu tiếp theo.

#### Cộng hưởng Tộc/Hệ
Mỗi Tộc/Hệ mang các hiệu ứng khác nhau. Mỗi Tướng thường sẽ có 2 hoặc 3 Tộc/Hệ đi kèm.
Tộc/Hệ chỉ được kích hoạt nếu như đạt đủ mốc kích hoạt, hay trên sàn đấu phải có đủ số lượng Tướng/đơn vị được triệu hồi khác nhau mang Tộc/Hệ đó.

#### Trang bị
Người chơi có thể tăng sức mạnh cho Tướng bằng trang bị. Hầu hết các trang bị đều được ghép từ hai mảnh trang bị thường (gọi là Trang Bị thành phần), tuy nhiên có một số trang bị đặc biệt không thể ghép mà chỉ nhận được thông qua Hộp Kho Báu, Lõi Công Nghệ hay các Tộc/Hệ đặc biệt.

### Lõi Nâng Cấp
Lõi Nâng Cấp là một cơ chế được đưa vào trò chơi kể từ mùa 6. Các Lõi Nâng Cấp giúp thay đổi trận đấu của người chơi thông qua việc cung cấp nhiều loại bùa lợi khác nhau (chẳng hạn như sát thương tấn công bổ sung hoặc các chỉ số khác), nguồn cung cấp tài nguyên (chẳng hạn như Vàng, vật phẩm) và các phần bổ sung quy tắc (chẳng hạn như đạt vượt quá lãi suất, cấp độ tối đa hay tăng, giảm Máu của người chơi). Các Lõi Nâng Cấp được cấp lần lượt ở vòng 2-1, 3-2 và 4-2. Các Lõi Nâng Cấp có độ hiếm từ Bạc, Vàng và Kim Cương, mỗi cấp độ hiếm sẽ cung cấp và mở khóa những lợi ích tiềm năng tốt hơn. Mỗi giai đoạn chọn Lõi Nâng Cấp, người chơi được lựa chọn một trong ba lõi để lựa chọn và người chơi có thể làm mới mỗi tùy chọn một lần.

## Các chế độ chơi đặc biệt

### Xúc Xắc Siêu Tốc
Bên cạnh các chế độ chơi Thường và Xếp hạng, Riot Games đã phát hành một chế độ chơi có nhịp độ nhanh hơn mang tên "Xúc Xắc Siêu Tốc" (Hyper Roll) vào tháng 4 năm 2021, tinh giản cơ chế để giảm thời gian chơi. Trong Xúc Xắc Siêu Tốc, không thể dùng Vàng để lên Cấp cho Linh Thú và Vàng cũng không thể tạo lãi suất. Thay vào đó, người chơi sẽ nhận được một lượng Vàng cố định ở mỗi vòng đấu. Ngoài ra, Linh Thú sẽ có lượng Máu khởi điểm là 20 và bị trừ một lượng cố định với mỗi trận thua trong mỗi giai đoạn, tăng dần số Máu bị mất ở các giai đoạn về sau. Không có vòng Chọn Chung, nhưng bù lại người chơi sẽ được cung cấp các Kho Vũ Khí để lựa chọn sau một vài vòng đấu.

### Cặp Đôi Hoàn Hảo
Đầu năm 2022, Riot Games cho ra mắt một chế độ chơi mới mang tên "Cặp Đôi Hoàn Hảo" (Double Up). Cặp Đôi Hoàn Hảo bao gồm các đội có hai người chơi, chiến đấu với các đội của người chơi khác để trở thành người đứng cuối cùng. Mỗi người chơi chiến đấu với một người chơi của một đội khác tại cùng một thời điểm và các đội gồm hai người chia sẻ chung một thanh Máu, trong đó mỗi khi đội thua một vòng đấu, lượng Máu sẽ bị trừ vào thanh Máu chung của đội. Không có sự khác biệt nhiều đối với chế độ cổ điển, tuy nhiên vẫn có một vài điểm nhấn: i) Số Máu của Linh Thú bị trừ sẽ ít hơn so với chế độ cổ điển; ii) Cung cấp một trang bị tiêu thụ giúp gửi Tướng sang cho đồng minh; iii) Có thể dùng Vàng để gửi tiếp tế cho đồng minh tại một số thời điểm nhất định. Đồ tiếp tế có thể là Vàng, Tướng, Trang Bị và các vật phẩm đặc biệt, tùy vào lượng Vàng người chơi bỏ ra.

### Thần tài gõ cửa
Riot đã phát hành một chế độ chơi tạm thời mang tên "Thần tài gõ cửa" (Fortune's Favor). Thần tài gõ cửa là chế độ chơi tạm thời đầu tiên được phát hành, kéo dài từ tháng 1 đến tháng 2 năm 2023. chế độ chơi này có vòng "đi chợ" khởi đầu với tướng có giá 4 hoặc 5 vàng và các quả cầu chiến lợi phẩm rơi ra trong suốt trò chơi.

### Tinh võ đấu trường
Riot đã phát hành một chế độ chơi mang tên "Tinh võ đấu trường" (Soul Brawl) từ ngày 19 tháng 7 đến ngày 15 tháng 8 năm 2023. Ở chế độ Tinh võ đấu trường, người chơi sẽ trải qua 2 vòng đấu gồm vòng Giai Đoạn Tập Luyện và Giai Đoạn Giải Đấu. Khi ở Giai đoạn tập luyện, người chơi tập hợp và tăng sức mạnh cho đội hình của mình, sau đó sẽ thi đấu ở Giai đoạn giải đấu để quyết định các vị trí cao nhất.